# Austrolabrus maculatus
Austrolabrus maculatus – gatunek ryby z rodziny wargaczowatych, jedyny przedstawiciel rodzaju Austrolabrus Steindachner, 1884. 

## Występowanie
Gatunek ten przebywa w Oceanie Indyjskim: od zachodniej i południowej Australii do Nowej Południowej Walii. Żyją w wodach od 10 do 40 metrów głębokości.

## Opis
Osiąga do ok. 13 cm długości.
Zazwyczaj są czerwono-brązowe z czarnymi plamkami na boku oraz grzbiecie. Młode oraz samice mają biały pasek przy ogonie oraz czarną kropkę z białym obwodem poniżej płetwy grzbietowej. U samców nie ma tej plamki, zamiast tego mają czerwono-brązowe linie przy głowie oraz niebieskie linie na ogonie.